# Романописац
Романописац је аутор или писац романа.
Романописци често пишу и у другим жанровима и фикције и нефикције. Неки романописци су професионални романописци, па тако зарађују за живот писањем романа и друге белетристике, док други теже да се издржавају на овај начин или пишу као занимање. Већина писаца се бори да објави свој дебитантски роман, али када се једном објави, они често и даље објављују, иако врло мали број њих постану књижевне славне личности, чиме стичу престиж или значајан приход од свог рада.
Романописци долазе из различитих средина и друштвених класа, и то често обликује садржај њихових дела. Јавна рецепција дела романописца, коментарисање књижевне критике и инкорпорисање сопствених искустава од стране писца у дела и ликове могу довести до тога да се лични живот и идентитет аутора повезују са фиктивним садржајем романа. Из тог разлога, на окружење у коме романописац ради и на рецепцију њихових романа од стране јавности и издавача може утицати њихова демографија или идентитет; важни међу овим културно-конструисаним идентитетима су пол, сексуални идентитет, друштвена класа, раса или етничка припадност, националност, религија и повезаност са местом. Слично томе, неки романописци имају креативне идентитете изведене из њиховог фокуса на различите жанрове фикције, као што су криминал, љубавни или историјски романи.